# American Megatrends
American Megatrends Incorporated（アメリカン・メガトレンズ・インコーポレーテッド、AMI、または、アメリカンメガトレンド）はアメリカ合衆国ジョージア州に本社を置くパーソナルコンピュータ向けハードウェア・ソフトウェアの開発を行う企業。2005年まで同社の日本代理店であったアメリカンメガトレンド（現・プラネックスカーズ）についてもここに記述する。なお、本記事においては略称のAMIと称する。

## 歴史
AMIは1985年にインド・チェンナイ出身のサブラモニアン・シャンカー(Subramonian Shankar)によって設立された。同社はハイエンドを対象としたマザーボードメーカーとして開業した。その最初の顧客はPC's Limited（後のデル）で、初期のIntel 80386設計マシンであった。
ハードウェア事業は台湾でのODMに移し、AMIは主要なマザーボードメーカーにBIOSファームウェアを供給し続けた。同社はマザーボード用BIOSソフトウェア、サーバー用マザーボード、ストレージコントローラ、リモート管理カードを手がけた。
1996年、AMIはストレージコントローラ（RAIDカード）のMegaRAIDを開発し、HPやデルといった主要なOEMに採用された。RAID事業は2001年にLSIロジック に売却された。
2011年時点でもAMIはOEMを中心とした事業を継続している。製品の系統はAMIBIOS、Aptio(UEFI標準をベースとしたAMIBIOS8の後継)、診断ソフト、リモートアクセスファームウェア、マザーボード、SGPIOバックプレーンコントローラ、ドライバ・ファームウェア開発、プロセッサ供給、中小企業向けNAS・SANストレージシステム、Androidオペレーティングシステム用のソリューション事業など。

## AMIBIOS

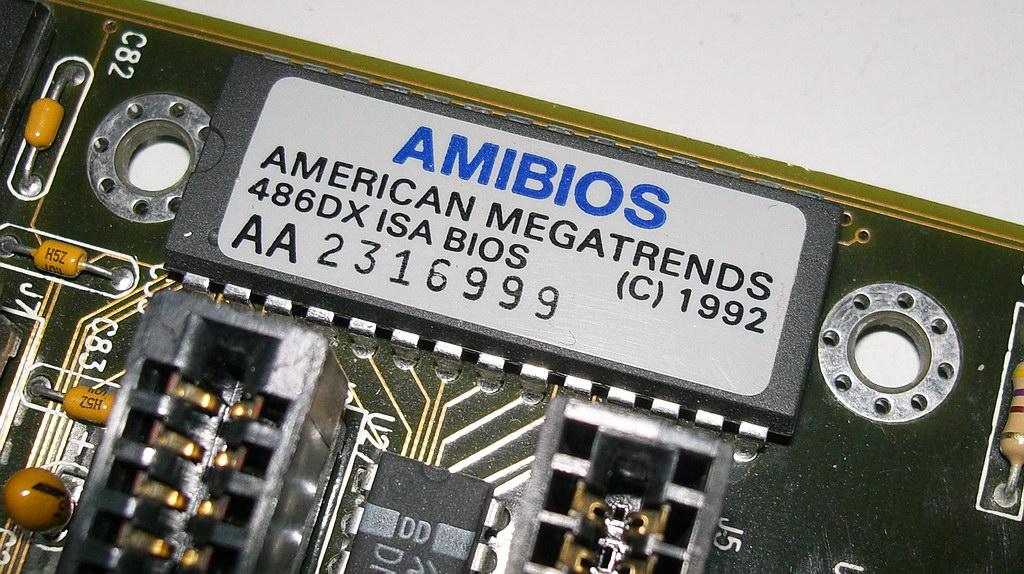
マザーボード上のAMIBIOS搭載ROM

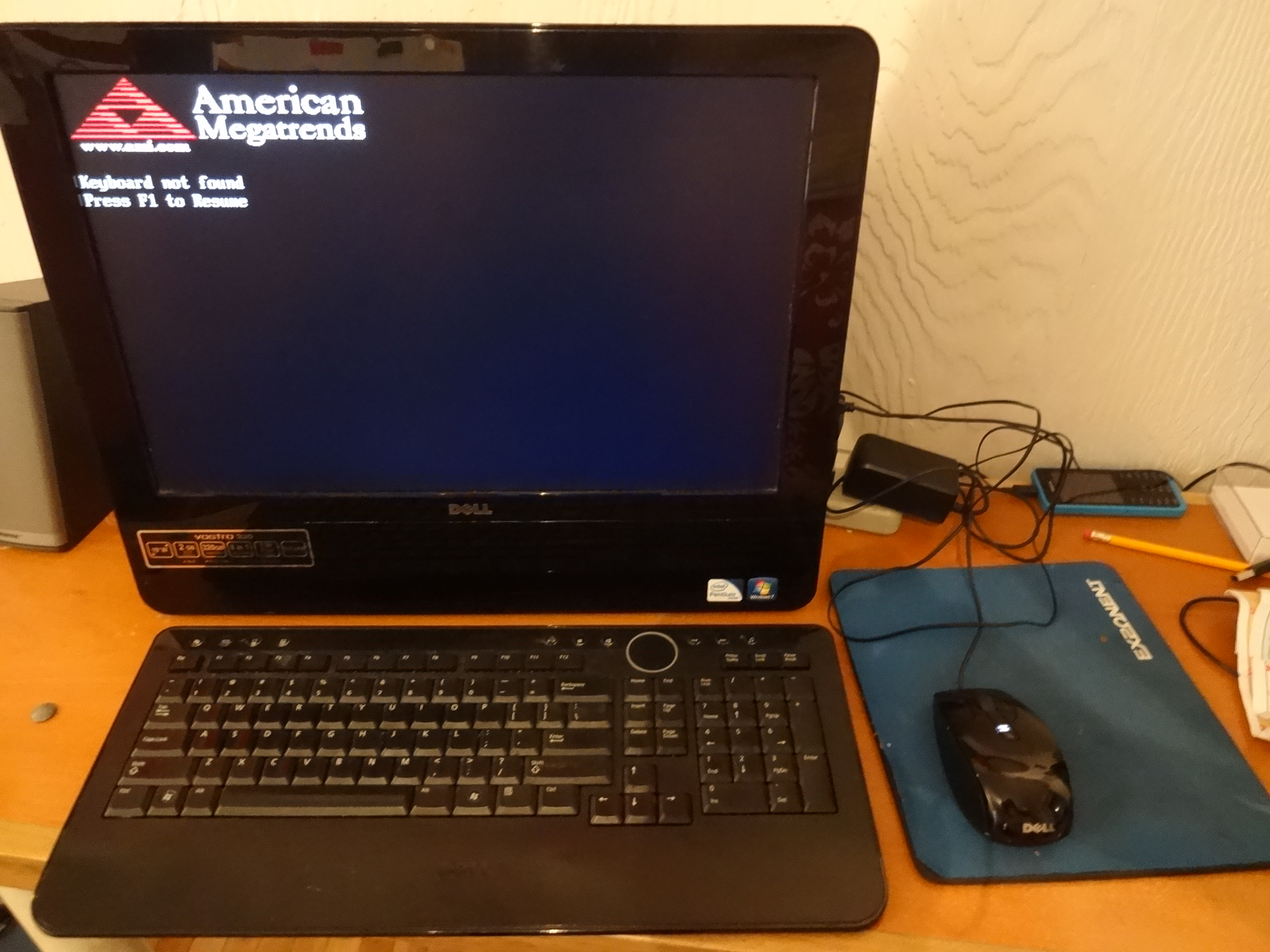
AMIBIOSのエラー画面（キーボード認証エラー）

AMIBIOS（AMI BIOSとも書く）はAMIによって開発・販売されているIBM PC互換BIOSである。1994年頃には、同社の発表では75%のPC互換機にAMIBIOSが使われていた。
AMIはAMIBIOSに関しては厳格なOEMビジネスモデルを持っている。マザーボードメーカーに対しては、どんな取引形態を持ちかけられようと、ソースコードを販売、あるいはそれぞれのOEM先に個別にAMIBIOSをカスタマイズして提供した。AMIBIOSはエンドユーザーには販売せず、従ってライセンス企業以外へはドキュメントや技術サポートを提供しなかった。ただし、同社は1994年と1995年にBIOSに関する書籍を2冊発行している。
起動時、BIOSファームウェアは画面の左下隅にID文字列を表示する。このID文字列はファームウェアがいつコンパイルされたか、何の設定オプションが選択されたか、OEMライセンスコード、対象のチップセットとマザーボード、といった様々な情報の断片を含む。それには3種類のID文字書式があり、最初は古いAMIBIOS、2番目と3番目は比較的新しいAMI Hi-Flex(high flexibility) BIOSである。これらの文字はPOST中にInsertキーが押されているときに表示される。
元々のAMI BIOSは起動時のパスワードを暗号化せずにNVRAM（不揮発性メモリ）に保存していた。そのため、PCのNVRAMを読むことができるユーティリティを使えば、パスワードを読んだり変えたりすることができた。AMI WinBIOSは単一換字式暗号を用いてパスワードを暗号化している。
POST画面が表示されているときにDeleteキーまたはF2キーを押していると、BIOSセットアップユーティリティプログラムが起動する。いくつかの初期バージョンのAMI BIOSはAMIDIAGユーティリティ（別売）のサブセットも搭載していたが、後のAMI BIOSは詳細な診断プログラムをBIOS DMIとして統合しており、AMI DIAGは含まれていない。
AMI BIOSはディストリビュータを通してのみ販売され、エンドユーザーには直接は販売されていない。ファームウェアのアップグレードや交換はAMIから同社が直接販売するマザーボード用のみが供給されている。

## Aptio
AptioはAMIによって開発・販売されているUEFIである。
開発プロセスの透明性の確保の観点からBSDライセンスでソースコードを公開しているが、実機での利用に必要な追加コンポーネントは含まれていない。そのため、実機への搭載には、AMIが提供するハードウェア開発支援サービスを利用しなければならない。実行形式へのコンパイルには、64bit版Windows 10以降を搭載したパソコンが必要である。リファレンスマザーボードの構成ファイルもソースコードに付属する。

## 関連記事
- BIOS
- Phoenix Technologies（英語版）